# Basilica di Sant'Eustachio
La basilica di Sant'Eustachio è una chiesa di Roma, costruita nell'VIII secolo e dedicata al santo omonimo, nel rione Sant'Eustachio.
Ha la dignità di basilica minore.

## Storia

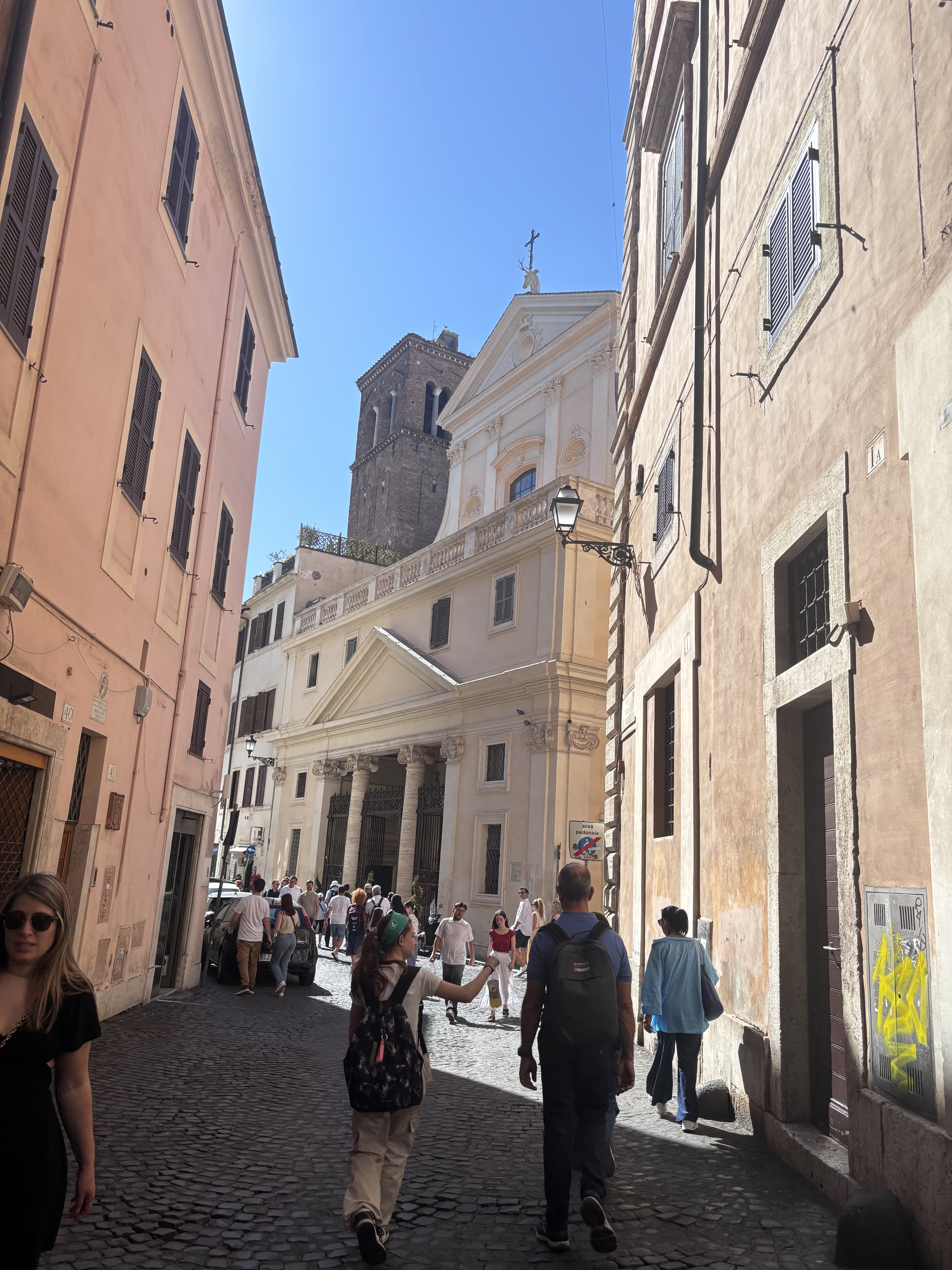
La Basilica vista da via della Palombella

In alcuni documenti risalenti al X e XI secolo, la chiesa è detta in platana, in riferimento, secondo un'antica tradizione, ad un albero di platano piantato nel giardino della casa del martire Eustachio, su cui l'imperatore Costantino I avrebbe costruito un primo oratorio nel luogo stesso ove il santo avrebbe subito il martirio. La chiesa è ricordata anche con gli appellativi ad Pantheon in regione nona e iuxta templum Agrippae.
La prima menzione della chiesa è del 795, durante il pontificato di papa Leone III, ed è ricordata come un'antica diaconia romana (un centro di assistenza per i poveri). L'antico edificio fu completamente ricostruito ed ingrandito nel 1195-1196 con papa Celestino III; in questa occasione fu aggiunto il campanile romanico che ancora oggi si può ammirare. Una lapide conservata nella sacrestia ricorda la consacrazione della chiesa nel 1196. Un documento del 1406 attesta l'esistenza di un portico e di un chiostro, su cui affacciavano le camere dei canonici. Nel XVI secolo era uno dei luoghi di preghiera preferiti da san Filippo Neri. Tra il XVII e il XVIII secolo la chiesa venne completamente ricostruita, abbattendo tutte le strutture medievali (eccetto il campanile), e ricostruendola secondo i gusti dell'epoca: artefici della ricostruzione furono Cesare Corvara, che diresse i lavori dal 1701 al 1703; Giovan Battista Contini, che aggiunse le cappelle ed il portico; Antonio Canevari, Nicola Salvi e Giovanni Domenico Navone terminarono l'opera con l'aggiunta dell'abside e del transetto. La sua ricostruzione fu necessaria a causa delle piene del Tevere e dell'eccessiva umidità che ne minavano le fondamenta. Ulteriori restauri all'edificio furono apportati nel corso del XIX e del XX secolo, con interventi che riguardarono non solo la salvaguardia delle strutture, ma anche il loro abbellimento.
La chiesa è sede del titolo cardinalizio di Sant'Eustachio, istituito intorno al VII secolo.

## Descrizione

### Esterno

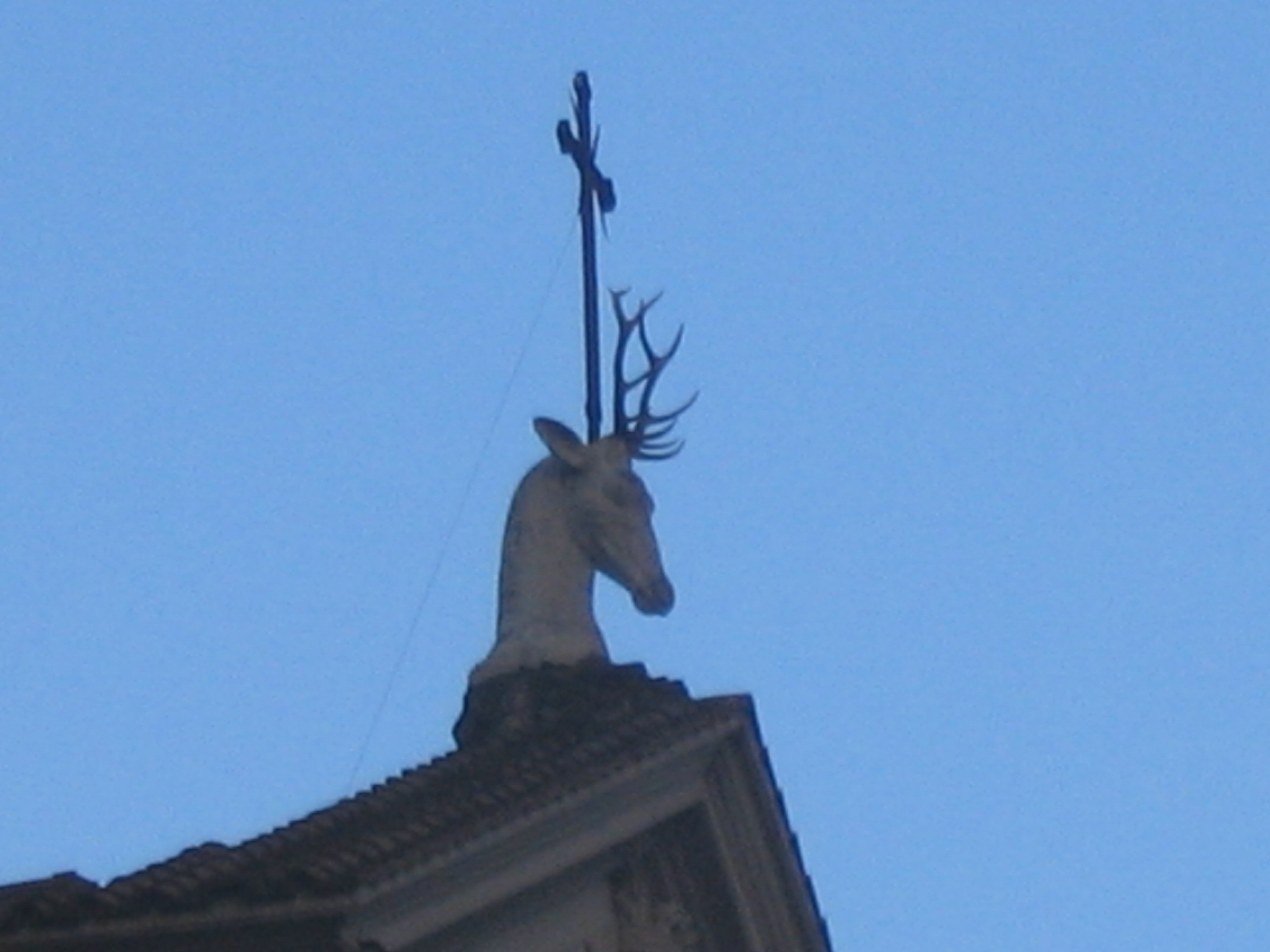
La testa del cervo collocata in cima alla facciata

La facciata è opera di Cesare Corvara. Essa è a due ordini, di cui il superiore arretrato rispetto all'inferiore. Quest'ultimo è scandito da quattro lesene e da due colonne, che aprono sul portico. Sul lato destro è collocata una lapide a ricordo di un'inondazione del Tevere del 1495, le cui acque raggiunsero la basilica. L'ordine superiore è scandito da quattro paraste, che suddividono una grande finestra e due nicchie ornate da conchiglie. Termina la facciata un timpano entro cui si apre un oculo circondato da rami di palma e sormontato da una corona. In cima alla facciata è collocata una testa di cervo con croce tra le corna. Il cervo fa riferimento all'arma della famiglia Maffey che partecipò con copiosa donazione alla ricostruzione e si riallaccia alla leggenda di una visione a cui avrebbe assistito sant'Eustachio durante una battuta di caccia e che fu all'origine della sua conversione al cristianesimo. La famiglia Maffey aveva dimora nel sontuoso palazzo di via della Pigna, poco distante dalla chiesa di Sant'Eustachio.
Affianca la chiesa il campanile medievale (del 1196), in parte occultato dalle case costruite a ridosso di esso. Per garantirne la stabilità in passato furono murate tutte le bifore, eccetto quelle dell'ordine superiore.
L'entrata della chiesa è preceduta da un portico, opera del Contini. In esso sono conservate, murate nelle pareti, diverse iscrizioni e memorie, tra cui quelle a ricordo del cardinale Neri Corsini, del poeta romano Filippo Chiappini, del commediografo e poeta Giovanni Giraud, nonché i monumenti funerari dello storico e penalista Filippo Maria Renazzi, del filologo Francesco Cecilia, dello studioso e viaggiatore Michelangelo Mondani. Sulla parete di destra è collocato un dipinto Seicentesco raffigurante una Vergine col Bambino, all'interno di una cornice marmorea composta di angioletti.

### Interno

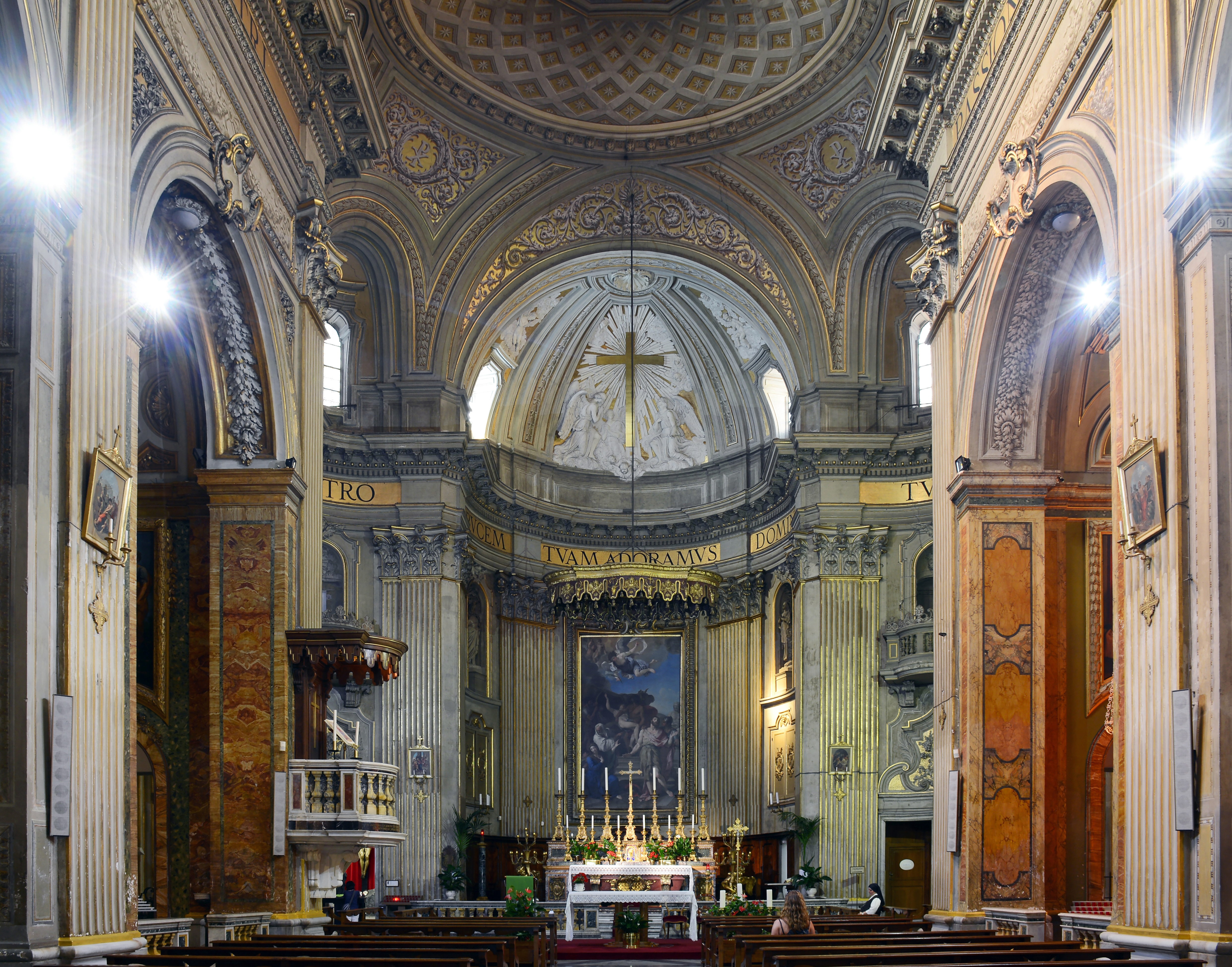
L'interno

L'interno della basilica è a pianta a croce latina, con una sola navata e tre cappelle per lato comunicanti fra loro. Esso è opera di Cesare Corvara e Antonio Canevari. In controfacciata, spicca la vetrata raffigurante la Maddalena penitente, realizzata nell'ultimo decennio dell'800 da Gabriel e Louis Gesta di Tolosa.
Sul lato destro si trovano le cappelle dedicate alla Sacra Famiglia, all'Annunciazione e al Sacro Cuore di Gesù. Sul lato sinistro sono collocate le cappelle dedicate a San Giuliano Ospedaliere, a San Michele Arcangelo e al Cuore Immacolato di Maria. Un'altra cappella, (del Crocifisso) è collocata sul lato sinistro dell'altare maggiore.
La cappella più grande è quella di San Michele Arcangelo, opera di Alessandro Speroni ed edificata tra il 1716 ed il 1719. All'altare maggiore sono collocate tre tele di Giovanni Bigatti raffiguranti, al centro San Michele Arcangelo, ai lati i santi Raimondo Nonnato e Francesca Romana. Nelle pareti destra e sinistra sono due monumenti funebri, di Teresa Tognoli Canale (morta nel 1807) e Silvio Cavalleri, segretario di papa Innocenzo XII, morto nel 1717.
Nelle altre cappelle si possono ammirare opere di Pietro Gagliardi, Ottavio Lioni, Corrado Mezzana (autore della decorazione della Cappella del Sacro Cuore di Gesù), Étienne de La Vallée-Poussin (La fuga in Egitto, 1774), Tommaso Conca, Biagio Puccini, ed altri.
Ai lati dell'unica navata, altre vetrate con motivi geometrici, identiche tra loro, ornano la parte alta. Sulla sinistra, nella Cappella di San Giuliano l'Ospedaliere, dove si accede al Battistero, è inserita una vetrata istoriata che rappresenta il Battesimo di Gesù, un'altra è posizionata nella Cappella del Sacro Cuore, rappresenta in modo originale i sette doni dello Spirito Santo e l'ultima entrando, nella cappella a destra, tutte realizzate da Corrado Mezzana e Cesare Picchiarini intorno al 1936.
Nei transetti laterali vi sono i famosi dipinti eseguiti da Giacomo Zoboli: Incontro tra la Santa Vergine e Elisabetta (Visitazione) del 1727 e San Gerolamo ascolta la tromba del giudizio universale 1729, che diedero grande notorietà al pittore. 
L'altare maggiore, opera in bronzo e marmi policromi di Nicola Salvi del 1739, venne completato da un baldacchino di Ferdinando Fuga (1749). La tela dell'altare è di Francesco Ferdinandi e raffigura il Martirio di sant'Eustachio. La mensa dell'altare poggia su un'urna di porfido rosso antico, che contiene le reliquie del santo titolare della basilica e dei suoi familiari.

### Organo a canne

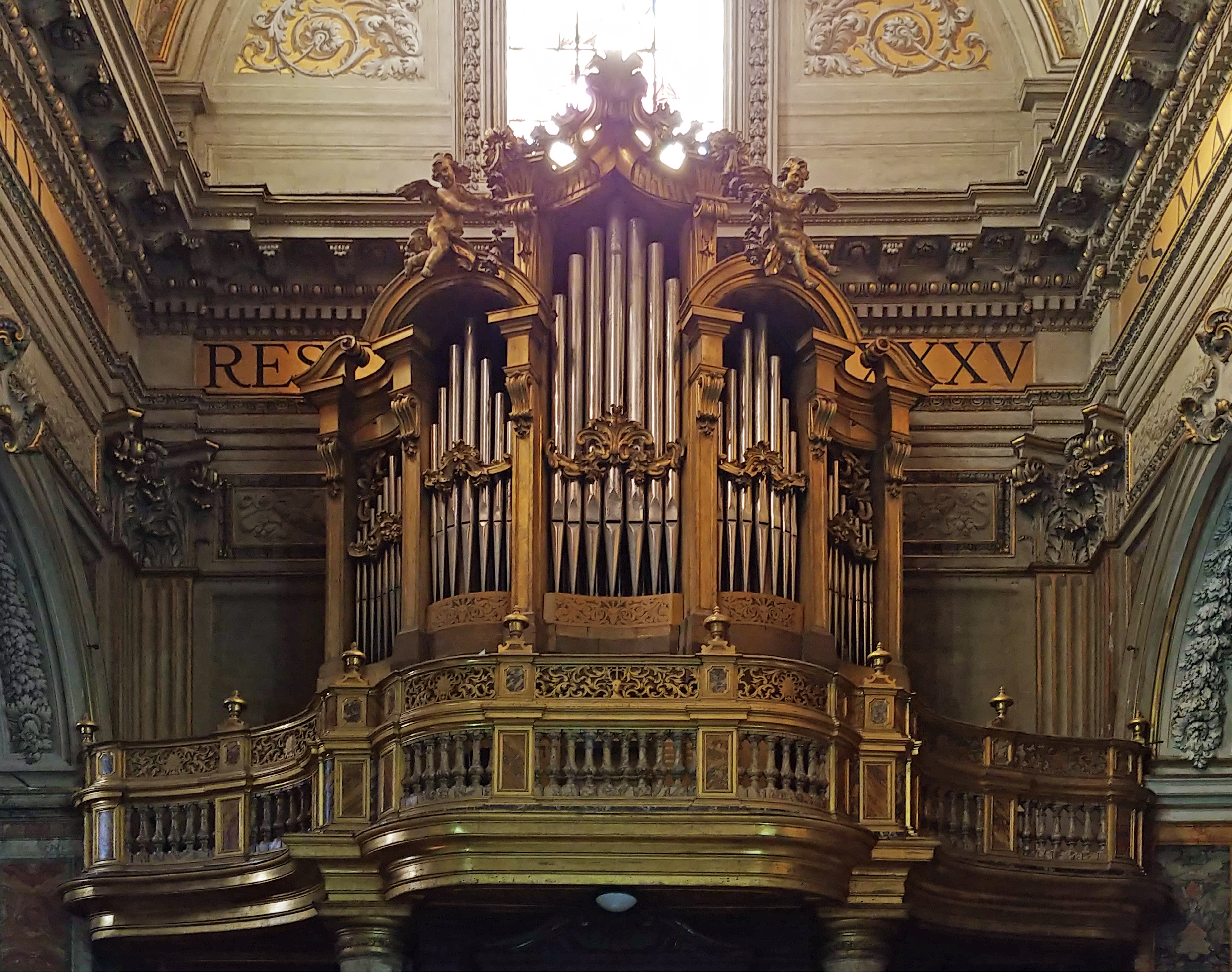
L'organo a canne

Sulla cantoria lignea in controfacciata, decorata con intagli dorati e pilastrini dipinti a finto marmo, vi è lo storico organo a canne; questo venne costruito da Celestino Testa e Giuseppe Noghel tra il 1747 e il 1749 e venne pressoché integralmente rifatto da Johannes Conrad Werle nel 1767; più volte modificato nel corso dei secoli XIX e XX, è stato filologicamente restaurato da Francesco Zanin nel 2002-2003.
Lo strumento è racchiuso all'interno di una ricca cassa lignea barocca opera di Bernardino Mammuccari, Francesco Michetti e Carlo Pacilli; essa è caratterizzata da una suddivisione della mostra in cinque campi anziché in tre, probabile richiamo all'organaria toscana. L'organo dispone di 13 registri su unico manuale e pedale; essi sono azionati da pomelli disposti su due file ai lati della consolle, a finestra.

## Iniziative di assistenza
La basilica di Sant'Eustachio è diventata negli anni 2010 un luogo in cui si fornisce assistenza ai bisognosi, grazie all'iniziativa del rettore emerito don Pietro Sigurani. Sono infatti allestiti tre turni mensa quotidiani. La basilica ha anche subito dei lavori di ristrutturazione per mettere a disposizione dei senza fissa dimora appropriati servizi igienici.